# Waldheim
Waldheim − miasto w Niemczech, w kraju związkowym Saksonia, w powiecie Mittelsachsen (do 31 lipca 2008 w powiecie Döbeln), do 31 grudnia 2012 siedziba wspólnoty administracyjnej Waldheim. Do 29 lutego 2012 miasto należało do okręgu administracyjnego Chemnitz.
1 stycznia 2013 do miasta przyłączono dzielnice: Gebersbach, Heyda, Kaiserburg, Knobelsdorf, Meinsberg, Neuhausen i Rudelsdorf wchodzące w skład gminy Ziegra-Knobelsdorf, która w tym samym dniu została rozwiązana. Reszta dzielnic weszła w skład miasta Döbeln.

## Geografia
Waldheim leży nad rzeką Zschopau, ok. 9 km na południowy zachód od miasta Döbeln.

## Współpraca
- Landsberg am Lech, Bawaria
- Siófok, Węgry

## Osoby urodzone w Waldheim
- Johann Fischer von Waldheim – niemiecki badacz anatomii

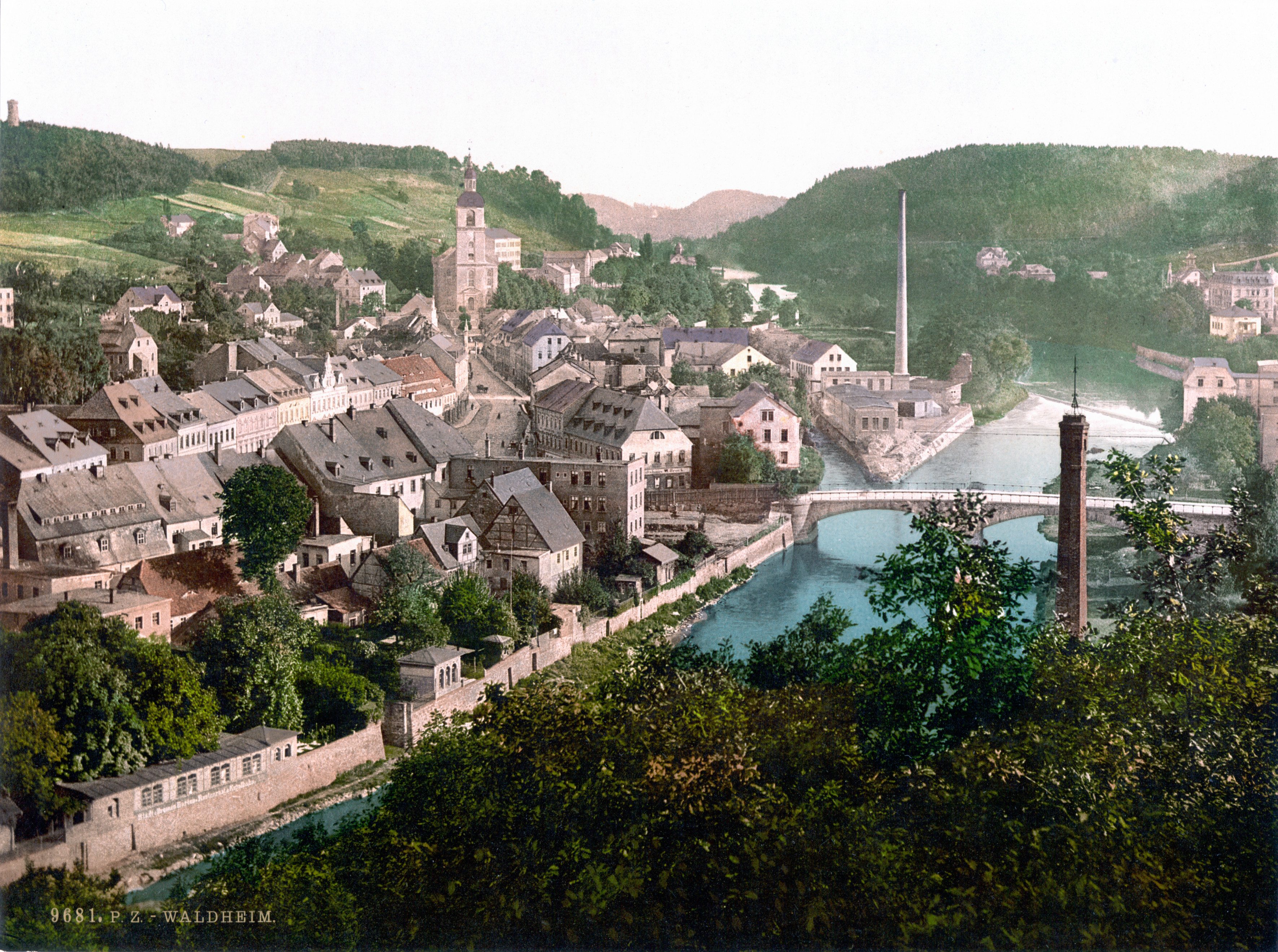
Waldheim z 1900